# José María Cázares y Martínez
José María Cázares y Martínez (La Piedad, 20 novembre 1832 – Guadalajara, 31 marzo 1909) è stato un arcivescovo cattolico messicano.

## Biografia
Compì gli studi liceali a Morelia e quelli di giurisprudenza nel collegio di Sant'Ildefonso a Città del Messico.
Intraprese la carriera di avvocato, ma poi maturò una vocazione ecclesiastica e fu ordinato prete quasi quarantenne.
Fu rettore del seminario di Morelia e vicario generale dell'arcidiocesi.
Nel 1878 fu eletto vescovo di Zamora.
Per l'educazione negli ambienti più bisognosi della diocesi, fondò la congregazione delle Suore dei poveri, serve del Sacro Cuore di Gesù.
Subì un tentativo di omicidio per accoltellamento, ma ne uscì solo leggermente ferito.
Ammalatosi di anemia cerebrale, tentò di lasciare la guida della diocesi, ma le sue dimissioni non furono accolte: gli fu, invece, affiancato come coadiutore il canonico José de Jesús Fernández, che assunse anche la direzione delle Suore dei poveri.
Durante una visita pastorale, nel febbraio 1909 le sue condizioni di salute peggiorarono e fu trasportato a Guadalajara, dove morì poco tempo dopo.

## Genealogia episcopale
La genealogia episcopale è:
- Cardinale Scipione Rebiba
- Cardinale Giulio Antonio Santori
- Cardinale Girolamo Bernerio, O.P.
- Arcivescovo Galeazzo Sanvitale
- Cardinale Ludovico Ludovisi
- Cardinale Luigi Caetani
- Cardinale Ulderico Carpegna
- Cardinale Paluzzo Paluzzi Altieri degli Albertoni
- Papa Benedetto XIII
- Papa Benedetto XIV
- Papa Clemente XIII
- Cardinale Marcantonio Colonna
- Cardinale Giacinto Sigismondo Gerdil, B.
- Cardinale Giulio Maria della Somaglia
- Cardinale Carlo Odescalchi, S.I.
- Vescovo Joaquín Fernández de Madrid y Canal
- Arcivescovo Clemente de Jesús Munguía y Núñez
- Vescovo José Antonio de la Peña y Navarro
- Arcivescovo José Ignacio Árciga Ruiz de Chávez
- Arcivescovo José María Cázares y Martínez